# مسجد الكاف كامبونغ ملايو
مسجد الكاف كامبونغ ملايو (بالإنجليزية: Masjid Alkaff Kampung Melayu، بالبنغالية: মসজিদ আলকাফ কাম্পুং মেলাউ، بالجاوية : مسجد الكافف كامڤوڠ ملايو): هو مسجد في بيدوك، سنغافورة.